# François-Dominic Laramée
Pour les articles homonymes, voir Laramée et FDL.
François-Dominic Laramée, alias FDL, est un concepteur-scénariste de jeux vidéo, auteur et chroniqueur québécois.  
Il animait la chronique « jeu » de l'émission La Revanche des nerdz sur la chaine québécoise Z télé. Nouveau dans la septième saison de La Revanche des nerdz, il coanimait cette émission avec humour et originalité. Il a également participé au quiz télévisé Wizz, diffusé sur les ondes de Radio-Canada, durant la saison 2002-2003.  FDL a quitté l'émission La revanche des nerdz à la fin de la saison 2012-2013.
Il a participé à la conception de jeux en ligne comme :
- ESPN Ultimate Baseball Online (2005),
- Ciao Bella: La Bella Romanza (2004),
- Les Folles Aventures de Happy McGreed (2002),
- Steppenwolf: The X-Creatures Project (2001),
- Arcane 2: The Stone Circle (2002),
- Arcane: The Online Mystery Serial (1999).

Il a également participé à la conception de jeux vidéo sur PC et consoles comme : 
- Yu Yu Hakusho: Dark Tournament (2004, PlayStation 2),
- Tom and Jerry in Infurnal Escape (2003, Game Boy Advance),
- Black and Bruised (2003, PlayStation 2 et GameCube),
- Boxing Fever (2001, Game Boy Advance),
- Mega Babies (2001, PC),
- La Belle Aventure de Princesse Sissi (2000, PC),
- Jersey Devil (1998, PlayStation),
- Mighty Machines (1997, Microsoft Windows et Mac OS X),
- Quiz Wiz (1997, Microsoft Windows et Mac OS X).

Il est auteur de plusieurs publications comme :
- Secrets of the Game Business,
- AI Game Programming Wisdom 2 (collectif),
- Game Developer's Market Guide,
- Game Design Perspectives,
- AI Game Programming Wisdom (collectif),
- Game Programming Gems 2 (collectif).

Il a également publié plus de 100 articles dans différents magazines Web et imprimés, dont; la chronique bimestrielle The Developer's Life sur Gignews.com (2001 à 2004), des articles de programmation de jeux sur Gamedev.net, Gignews.com et des entrevues pour American Careers, Qui Fait Quoi et le magazine officiel de l'Université du Michigan.